# Tháng 9 năm 2010
Tháng 9 năm 2010 bắt đầu vào Thứ Tư và kết thúc sau 30 ngày vào Thứ Năm.